# کرکونوسه
کرکونوسه یا قارچ مرالز یا مرچلا (به انگلیسی: Morchella) نوعی قارچ خوراکی خودرو می‌باشد. بیشتر در نواحی آمریکای شمالی و مرکز اروپا یافت می‌شود و به ماهی جنگل معروف است. در استان‌های شمالی ایران نیز به صورت محدود می‌روید. به ویژه در جلگه مرکزی سفیدرود در گیلان همچنین در جنوب جنگلهای گلستان و منطقه کالپوش سمنان و گلیداغ مراوه تپه در استان گلستان نیز فراوان می‌باشد. قارچ خشک شده موجب مسمویت می شود.